# Saint-Nicolas-des-Motets
Saint-Nicolas-des-Motets är en kommun i departementet Indre-et-Loire i regionen Centre-Val de Loire i de centrala delarna av Frankrike. Kommunen ligger i kantonen Château-Renault som tillhör arrondissementet Tours. År 2022 hade Saint-Nicolas-des-Motets 241 invånare.

## Befolkningsutveckling
Antalet invånare i kommunen Saint-Nicolas-des-Motets
Referens:INSEE